# Magee (Mississippi)
Pour les articles homonymes, voir Magee.
La ville de Magee est située dans le comté de Simpson, dans l’État du Mississippi, aux États-Unis. Lors du recensement de 2000, sa population s’élevait à 4 200 habitants.

## Démographie
| Groupe      | Magee | Mississippi | États-Unis |
| ----------- | ----- | ----------- | ---------- |
| Blancs      | 47,3  | 59,1        | 72,4       |
| Noirs       | 46,8  | 37,0        | 12,6       |
| Autres      | 2,9   | 1,3         | 6,2        |
| Asiatiques  | 1,2   | 0,9         | 4,8        |
| Océaniens   | 0,7   | 0,1         | 0,2        |
| Métis       | 0,7   | 1,2         | 2,9        |
| Amérindiens | 0,5   | 0,5         | 0,9        |
| Total       | 100   | 100         | 100        |
|             |       |             |            |
| Hispaniques | 4,6   | 2,8         | 16,7       |

Selon l'American Community Survey, pour la période 2011-2015, 95,65 % de la population âgée de plus de 5 ans déclare parler l'anglais à la maison, 4,09 % déclare parler l'espagnol, 0,13 % le samoan et 0,13 % une autre langue.

## Source
- (en) Cet article est partiellement ou en totalité issu de l’article de Wikipédia en anglais intitulé « Magee, Mississippi » (voir la liste des auteurs).

1. ↑  (en) « Magee, MS Population - Census 2010 and 2000 », sur censusviewer.com (consulté le 2 mars 2016).
2. ↑  (en) « Population of Mississippi - Census 2010 and 2000 », sur censusviewer.com (consulté le 2 mars 2016).
3. ↑  (en) « Language spoken at home by ability to speak English for the population 5 years and over », sur factfinder.census.gov (consulté le 10 mars 2017).